# 一根紅色迴紋針

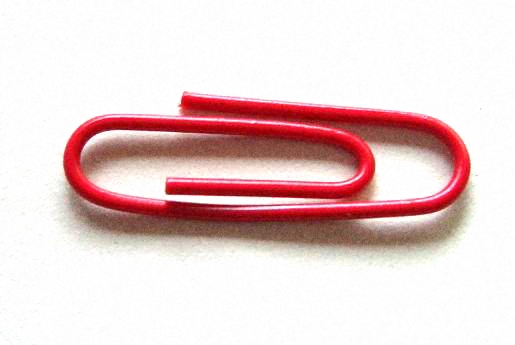
一根紅色的迴紋針

一根紅色迴紋針是加拿大部落客凱爾·麥唐納（Kyle MacDonald）設立的網站，他以此網站為平台進行以物易物活動，並在2005年至2006年期間，用一根紅色迴紋針在經過14次交換後換到一棟房子。麥唐納的靈感來自於兒童遊戲「更大、更好」（Bigger, Better），他的網站會收到許多與交換有關的通知訊息。他在接受英國廣播公司採訪時表示自己其實並沒有為這個計畫進行大幅的宣傳。

## 交換過程
以下是凱爾·麥唐納的交換過程：

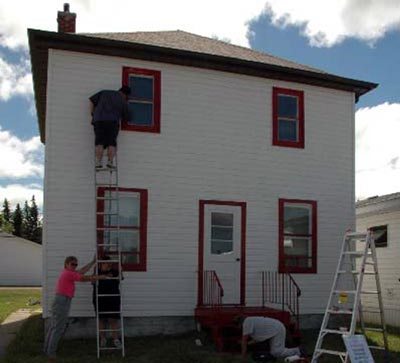
凱爾·麥唐納的房子

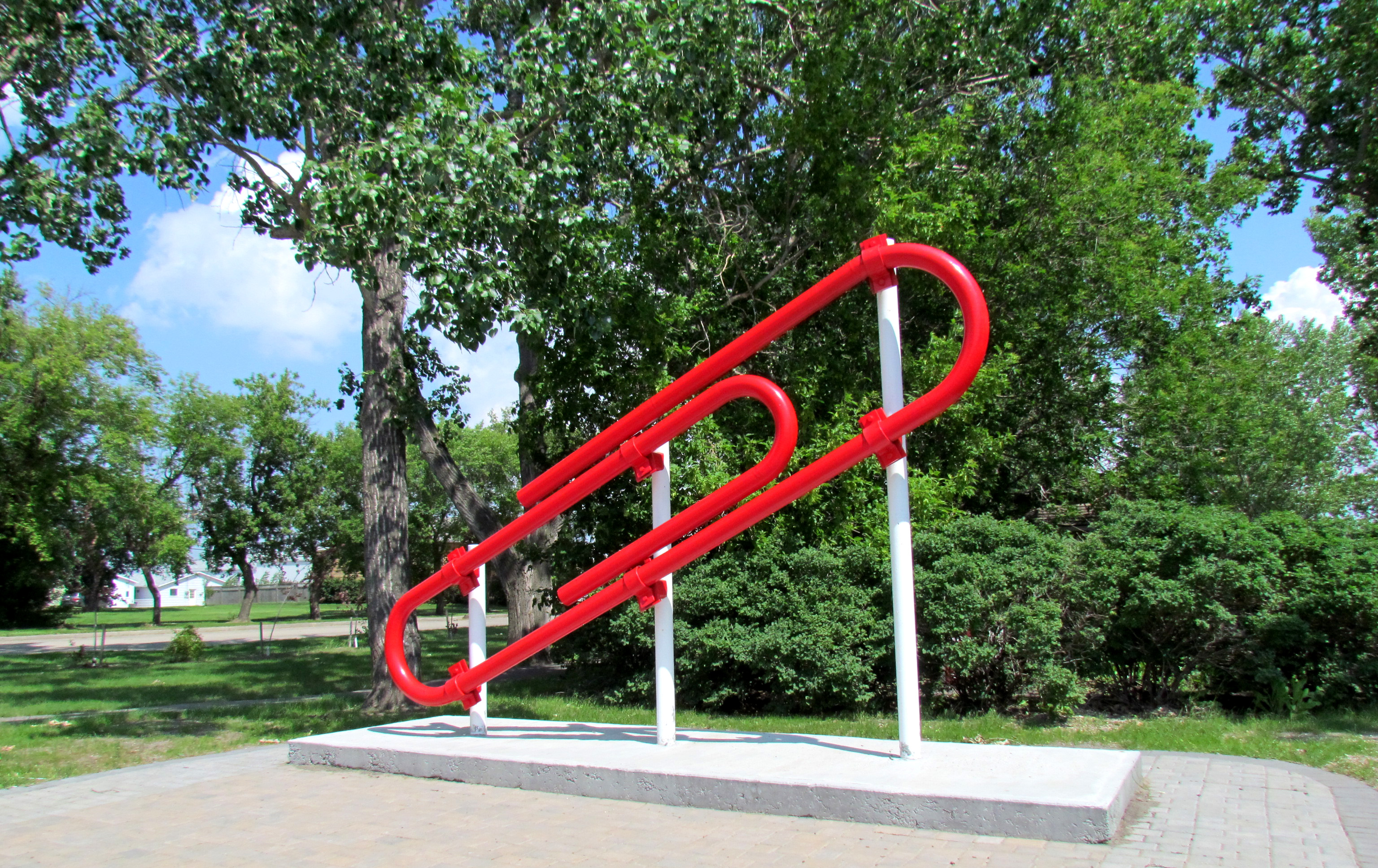
這個紅色迴紋針藝術品是為了紀念麥唐納一連串的以物易物行為所設立的紀念碑，於2007年設置在薩斯喀徹溫省吉普林的貝爾公園，而它在當時也創下世界上最大迴紋針的紀錄。

1. 2005年7月14日，他前往溫哥華，用紅色迴紋針交換一隻魚造型的筆。
2. 同一天，他到西雅圖用魚造型的筆交換手工雕刻的門把。
3. 2005年7月25日，他和友人前往麻薩諸塞州阿姆赫斯特，用門把交換一台柯爾曼（英语：Coleman (brand)）公司生產的攜帶式爐具（英语：Portable stove）（附燃料）。
4. 2005年9月24日，他前往加利福尼亞州，用爐具交換本田發電機。
5. 2005年11月16日，他到紐約市皇后區的馬斯珀斯，用發電機交換一個一個「臨時派對套組」：包括一個空的小桶子、一張可以換到裝滿那個小桶的酒的借據，一個百威啤酒的霓虹標誌。這是他第二次進行這輪交易，在他首次交易的時候，他的發電機被紐約市消防局暫時沒收。
6. 2005年12月8日，他把「臨時派對套組」和魁北克市的喜劇演員米歇爾·巴雷特（英语：Michel Barrette）的Ski-Doo（英语：Ski-Doo）牌雪上摩托車交換
7. 在不到一週之內，他用雪上摩托車換到一趟在2006年二月前往卑詩省雅克（英语：Yahk）的雙人行程。
8. 2006年1月7日，他用這趟旅行的同行權換成箱型卡車。
9. 2006年2月22日左右，他在密西沙加把車子換成了金屬作品工作室（英语：Metalworks Studios）的唱片合約（英语：Recording contract）。
10. 2006年4月11日左右，他把唱片合約交給歌手喬迪·瑪麗·格南（英语：Jody Marie Gnant），換到了亞利桑那州鳳凰城公寓房間的一年租約。
11. 2006年4月26日前後，他用在鳳凰城住一年的租約換到與埃利斯·庫珀共度一個下午的權利。
12. 2006年5月26日左右，他把與埃利斯·庫珀共度一個下午的權利換成接吻樂團的電動雪花球。
13. 2006年6月2日左右，他用雪花球和導演科賓·本森換到一個在電影《Donna on Demand（英语：Donna on Demand）》中飾演角色的權利。[3]
14. 2006年7月5日左右，他將電影角色換成一棟位於薩斯喀徹溫省吉普林的兩層農舍。[4]